# Мосхато (станция метро)
«Мосха́то» (греч. Μοσχάτο) — станция на линии 1 (ISAP) Афинского метрополитена. Находится на расстоянии 3982 метра от контрольной станции «Пирей». Своё название станция получила от афинского пригорода Мосхатон, в котором она расположена.
Станция открыта в 1882 году, в 2003 году перед открытием летних олимпийских игр была произведена реконструкция.
| Предыдущая станция | Линия   | Следующая станция |
| Фалиро             | Линия 1 | Калитея           |